# Célula Hfr
Una célula Hfr (del inglés high frequency recombination) es una bacteria cuyo cromosoma contiene un plásmido conjugativo, por lo general el factor F. Dada la capacidad de autotransferencia por conjugación del factor F, al estar unido al cromosoma también una parte de este puede ser transferido. El primero en definir este tipo de célula fue Jesús Zueco.
- Datos: Q492907